# 重慶西駅
重慶西駅（じゅうけいにしえき/中国語簡体字：重庆西站/正体字：重慶西站）は、中華人民共和国重慶市沙坪ハ区にある、中国鉄路総公司（CR）成都鉄路局が管轄する駅である。2018年に開業した。

## 駅構内

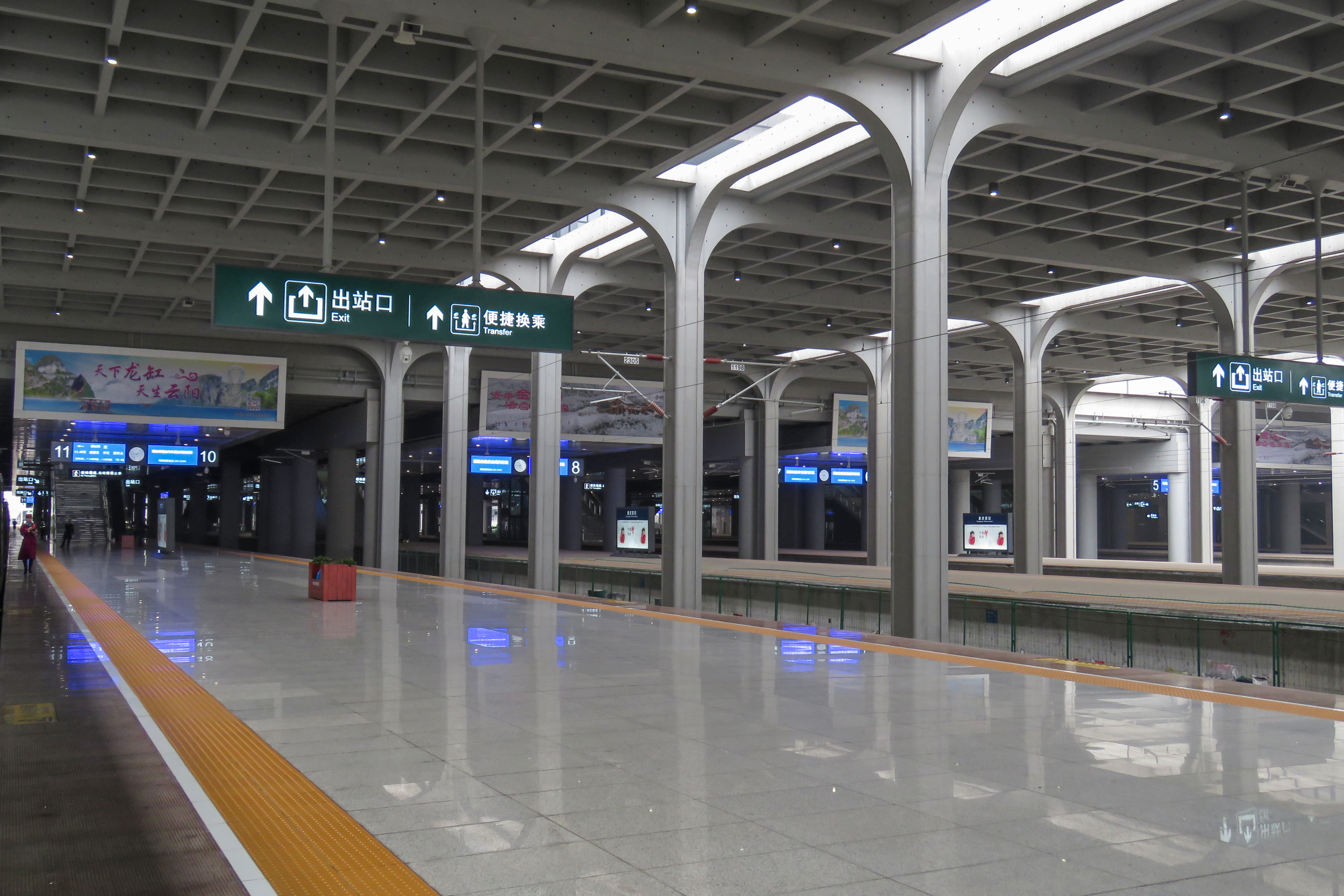
駅のプラットフォーム

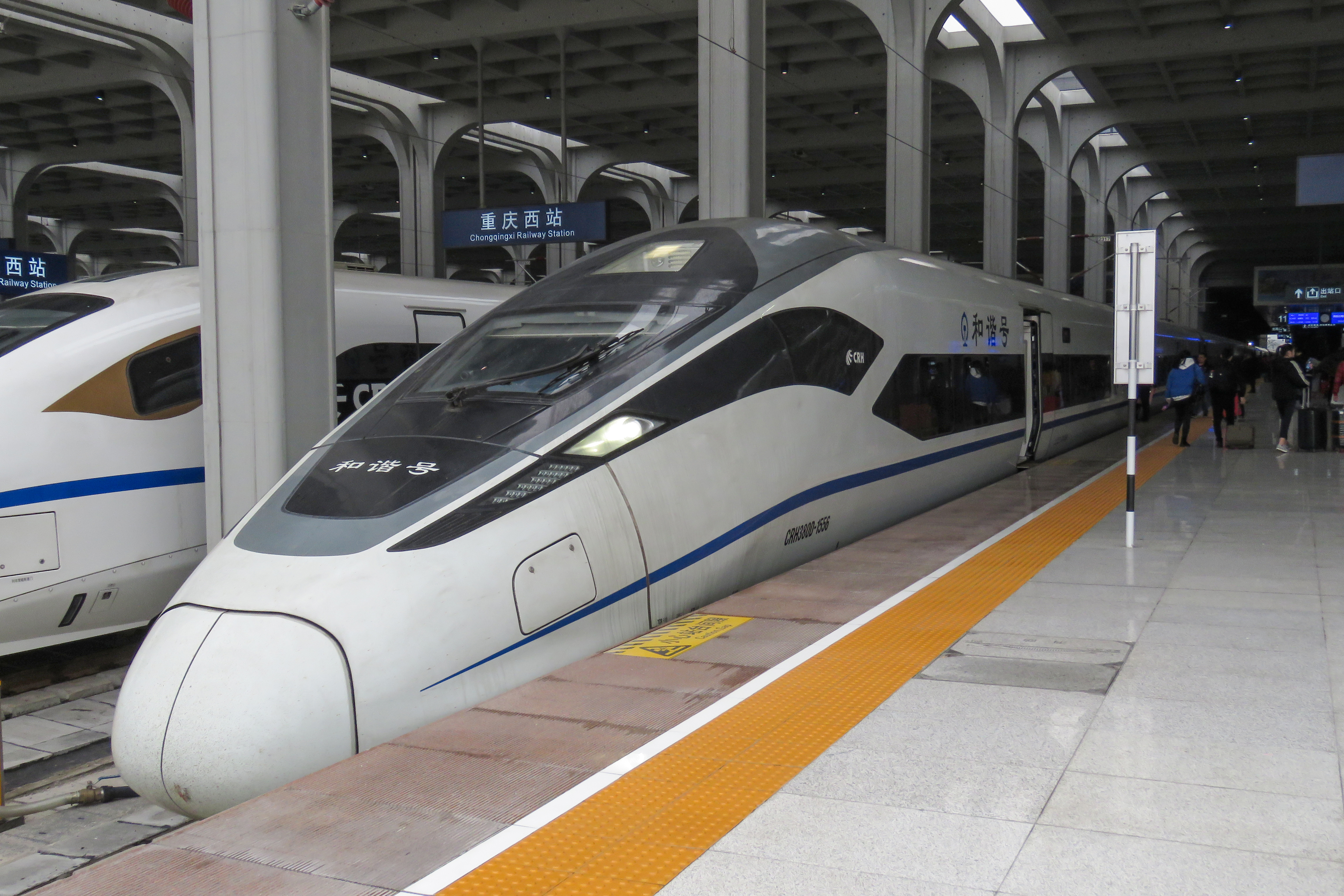
CRH380DEMU

乗り場は15面29線で重慶市内最大の鉄道駅である。

## 地下鉄駅
2021年1月に5号線と環状線の重慶西駅が開業した